# شهرستان بلدروز، عراق
شهرستان بَلَدروز (به عربی: قضاء بلدروز) یک شهرستان‌های عراق در عراق است که در استان دیاله واقع شده‌است.
 شهرستان بلدروز ۶,۲۸۰ کیلومتر مربع مساحت و ۹۹,۶۰۱ نفر جمعیت دارد.